# Wolfgang Vogel (Mathematiker)
Wolfgang Vogel (* 8. Februar 1940 in Bremen; † 2. Oktober 1996 in Palmerston North, Neuseeland) war ein deutscher Mathematiker.
Wolfgang Vogel war einer der führenden Wissenschaftler im Bereich der Kommutativen Algebra und der Algebraischen Geometrie.
Nach Studium, Promotion und Habilitation an der Martin-Luther-Universität Halle-Wittenberg und mehreren dann folgenden Gastprofessuren in den Jahren 1973 bis 1975 leitete er als Professor für Reine Mathematik den Wissenschaftsbereich Algebra und Geometrie an der Sektion Mathematik der Universität Halle. 1993 bis 1996 folgte er dem Ruf einer Professur für Reine Mathematik an der Massey University in Palmerston North, Neuseeland, wo er auch verstarb.

## Schriften
- M. Herrmann, R. Schmidt, W. Vogel: Theorie der normalen Flachheit. Mit englischer und russischer Zusammenfassung. Mit einem Geleitwort von Wolfgang Gröbner. Teubner-Texte zur Mathematik. BSB B.G. Teubner Verlagsgesellschaft, Leipzig, 1977. xii+218 pp.; MR 58 #27959; Zbl. 356.13008.
- J. Stückrad, W. Vogel: Buchsbaum rings and applications. An interaction between algebra, geometry and topology. In: Mathematische Monographien. 21. VEB Deutscher Verlag der Wissenschaften, Berlin, 1986. 286 pp. ISBN 3-326-00007-3; MR 88h:13011b; Zbl. 606.13017, and Springer-Verlag, Berlin-New York, 1986. 286 pp. ISBN 3-540-16844-3; MR 88h:13011a; Zbl. 606.13018.
- H. Flenner, L. O’Carroll und W. Vogel: Joins and intersections. In:  Springer Monographs in Mathematics. Springer-Verlag, Berlin Heidelberg New York 1999, 307 pp. ISBN 3-540-66319-3.